# 目時敬之
目時 敬之（めとき たかゆき、1862年〈文久2年〉 - 1896年〈明治29年〉1月29日）は日本の政治家。初代岩手県盛岡市長。

## 来歴
陸奥国岩手郡盛岡で南部藩士の勤皇家目時隆之進の子に生まれる。明治維新後は岩手県庁に入り、勧業課に勤める。1889年、市制施行により盛岡市が発足。目時は28歳だったが、市長候補に選出された。市会での投票結果は米内受政（総理大臣米内光政の父）が18点を取って一位、目時は16点と次点だった。しかし、岩手県知事石井省一郎は一位の米内でなく、二位の目時を市長に任命した。
市長は1894年まで務め、退任後は京都府庁に転じ、その後埼玉県第三課長となったが、1896年に腸チフスで死去した。